# Spiranthinae
Spiranthinae je podtribus kaćunovki iz potporodice Orchidoideae, dio je tribusa Cranichideae. Postoji preko 40 rodova.

## Rodovi
Subtribus Spiranthinae Lindl. ex Meisn.
1. Cotylolabium Garay (1 sp.)
2. Stenorrhynchos Rich. (7 spp.)
3. Eltroplectris Raf. (17 spp.)
4. Mesadenella Pabst & Garay (11 spp.)
5. Sacoila Raf. (8 spp.)
6. Pteroglossa Schltr. (15 spp.)
7. Skeptrostachys Garay (12 spp.)
8. Lyroglossa Schltr. (2 spp.)
9. Cyclopogon C. Presl (92 spp.)
10. Hapalorchis Schltr. (15 spp.)
11. Pelexia Poit. ex Rich. (93 spp.)
12. Sarcoglottis C. Presl (57 spp.)
13. Veyretia Szlach. (11 spp.)
14. Thelyschista Garay (1 sp.)
15. Coccineorchis Schltr. (8 spp.)
16. Odontorrhynchus M. N. Correa (4 spp.)
17. Sauroglossum Lindl. (11 spp.)
18. Buchtienia Schltr. (4 spp.)
19. Brachystele Schltr. (22 spp.)
20. Degranvillea Determann (1 sp.)
21. Cybebus Garay (1 sp.)
22. Eurystyles Wawra (24 spp.)
23. Lankesterella Ames (11 spp.)
24. Quechua Salazar & L. Jost (1 sp.)
25. Nothostele Garay (2 spp.)
26. Spiranthes Rich. (40 spp.)
27. Dichromanthus Garay (2 spp.)
28. Deiregyne Schltr. (26 spp.)
29. Svenkoeltzia Burns-Bal. (3 spp.)
30. Sotoa Salazar (1 sp.)
31. Aulosepalum Garay (10 spp.)
32. Beloglottis Schltr. (7 spp.)
33. Espinhassoa Salazar & J. A. N. Bat. (2 spp.)
34. Mesadenus Schltr. (5 spp.)
35. Funkiella Schltr. (14 spp.)
36. Microthelys Garay (1 sp.)
37. Schiedeella Schltr. (16 spp.)
38. Greenwoodiella Salazar, Hern.-López & J. Sharma (3 spp.)
39. Physogyne Garay (3 spp.)
40. Pseudogoodyera Schltr. (2 spp.)
41. Aracamunia Carnevali & I. Ramírez (1 sp.)
42. Helonoma Garay (4 spp.)
43. Kionophyton Garay (2 spp.)